# Агеева, Нина Михайловна
Нина Михайловна Агеева (1931—2017) — советский передовик производства в системе сетевязальной промышленности министерства рыбного хозяйства РСФСР. Лауреат Государственной  премии СССР (1977). Герой Социалистического Труда (1971).

## Биография
Родилась 4 ноября 1931 года в посёлке Решетиха Нижегородской области в многодетной семье.
Окончила шесть классов сельской. С 1947 года Н. М. Агеева поступила на учёбу в школу фабрично-заводского обучения при сетевязальной фабрике. с 1948 года после окончания учёбы Н. М. Агеева начала работать сетевязальщицей на Решетихинской сетевязальной фабрике.
Н. М. Агеева начала на отечественной сетевязальной машине «ДМ-16» и уже с 1952 года стала обслуживать четыре машины, а затем перешла на — восемь, затем — на двенадцать, дальше стала работать на машинах марки «СМ-10», которых было уже —шестнадцать. Н. М. Агеева стала лучшей по профессии не только на Решетихинской фабрике но и среди аналогичных предприятий министерства рыбной промышленности РСФСР. Была постоянной участницей ВДНХ СССР, за призовые места награждалась медалями ВДНХ.
7 июля 1966 года Указом Президиума Верховного Совета СССР «за отличие в труде и выполнение плана 7-й пятилетки» Н. М. Агеева была награждена Орденом Ленина.
В 1970 году досрочно выполнила личные социалистические обязательства и производственные задания Восьмой пятилетки (1965—1970). Указом Президиума Верховного Совета СССР от 26 апреля 1971 года «за выдающиеся успехи, достигнутые в выполнении заданий пятилетнего плана по развитию рыбного хозяйства» удостоена звания Героя Социалистического Труда с вручением ордена Ленина и золотой медали Серп и Молот.
27 октября 1977 года Постановление ЦК КПСС и СМ СССР «за выдающиеся достижения в труде» Нина Михайловна Агеева была удостоена звания Лауреата Государственной премии СССР.
В 1981 году избиралась делегатом XXVI съезда КПСС.
С 1988 года вышла на заслуженный отдых. Проживала в посёлке Решетиха. Умерла 4 апреля 2017 года.

## Награды
- Медаль «Серп и Молот» (26.04.1971)
- Орден Ленина (07.07.1966, 26.04.1971)
- Орден Трудового Красного Знамени (01.03.1976)
- Медали ВДНХ (1976, 1978)

### Премия
- Государственная премия СССР (27.10.1977)

### Звания
- Почётный гражданин Володарского района (2006)